# Ar de Rock
Albums de Rui Veloso
Fora de Moda
(1982)
Ar de Rock édité en 1980 est le premier album de Rui Veloso. C'est l'album qui a révélé le rock portugais au grand public, notamment grâce à son tube Chico Fininho.

## Liste de chansons
| No  | Titre                                                             | Durée |
| --- | ----------------------------------------------------------------- | ----- |
| 1.  | Rapariguinha do Shopping (Carlos Tê/Rui Veloso)                   | 4:29  |
| 2.  | Ai Quem Me Dera Rolar Contigo num Palheiro (Carlos Tê/Rui Veloso) | 3:37  |
| 3.  | Bairro do Oriente (Carlos Tê/Rui Veloso)                          | 3:53  |
| 4.  | Afurada (Carlos Tê/Rui Veloso)                                    | 2:59  |
| 5.  | Chico Fininho (Carlos Tê)                                         | 2:33  |
| 6.  | Sei de Uma Componesa (Carlos Tê/Rui Veloso)                       | 4:14  |
| 7.  | Miúda (Fora de Mim) (António Avelar Pinho/Rui Veloso)             | 3:29  |
| 8.  | Saiu Para a Rua (Carlos Tê/Rui Veloso)                            | 4:07  |
| 9.  | No Domingo fui às Antas (Carlos Tê/Rui Veloso)                    | 2:50  |
| 10. | Harmónica Azul (Rui Veloso)                                       | 1:32  |
| 11. | Donzela Diesel (António Avelar Pinho/Rui Veloso)                  | 3:15  |